# 中華人民共和国専利法
中華人民共和国専利法（中: 中华人民共和国专利法）は、中華人民共和国において発明、実用新案（中: 実用新型）及び意匠（中: 外観設計）ーこれら三者を包括して「発明創造」というーを対象とし、これらの発明者に排他的な権利を与える制度を定める法律である。日本法にいう特許の他に、日本では個別の法律で規律する実用新案及び意匠という3つの権利が含まれている。2008年に3度目の改正案が採択され、翌2009年10月1日より施行された。

## 概要
本「中華人民共和国専利法」は、全8章計76条からなる。第1章「総則」（第1条から第21条）、第2章「特許権付与の条件」（第22条から第25条）、第3章「特許の出願」（第26条から第33条）、第4章「特許出願と審査および認可」（第34条から第41条）、第5章「特許権の存続期間」（第42条から第47条）、第6章「特許の強制実施権」（第48条から第58条）、第7章「特許権の保護」（第59条から第74条）、第8章「附則」（第75条および第76条）である。

## 沿革
改革開放期に入るまでの中華人民共和国においては発明、発見、合理化建議に褒賞を与える法令（例えば、1963年11月3日公布・施行の発明奨励条例など）があっただけで、特許権として保護する規定はなかった。1980年以降、国務院に特許局（現知識財産権局）が創設され、本「中華人民共和国専利法」と同法施行規則が2001年6月15日に公布され、翌2002年2月1日に施行された。2008年には、中華人民共和国の世界貿易機関加盟に伴う法整備の一環として、本法の改正が行われた。とりわけTRIPS修正協議書の内容を反映させること、創造性と新規性を発揚させること、および特許権保護を強化することが改正の主な目的である。具体的には、まず発明・実用新案および意匠の定義を具体化・明確化した（第2条）。次に、「出願前に国内外で知られている技術」でないことを明記して絶対的新規性を採用し（第22条）、これに関連して「公知技術の抗弁」が採用された（第62条）。さらに、特許権保護の強化を目的として特許権者が侵害行為の差止に要した合理的費用（調査費、弁護士費用など）を損害賠償算定に際して斟酌することとし、あわせて賠償額の上限を、改正前の50万元から100万元に引き上げた（第65条）。その他にも、これまで中華人民共和国民事訴訟法や司法解釈に散在していた提訴前仮処分の規定を一本化するとともに（第66条）、提訴前証拠保全手続を新たに設け（第67条）、特許強制実施許諾に関する規定も大幅に改正された（第48条から第57条）。他方、外国への特許出願の際には、先に中国での特許出願をしなければならないとしてきた従来の規定（改正前第20条第1項）については、出願人は外国での特許出願をすることができるが、事前に中国の秘密保持審査を受けなければならないと、改正された（改正後第20条第1項）。

## 目的と用語の定義
本法制定の目的は、
とされる（第1条）。本法が定める特許権の客体は、「発明」、「実用新案」および「意匠」3つであり、その用語は本法第2条で定義される。ここで、発明創造は発明・実用新案・意匠を指す（同条第1項）。発明は、製品・構造あるいはその結合に対して提出される新しい技術法案を指す（同条第2項）。実用新案は、製品の形状・構造あるいはその結合に対して提出される新しい技術法案を指す（同条第3項）。意匠は、製品の形状・図案あるいはその結合および色彩と形状・図案を結合して作り出された豊かな美感を有し併せて工業応用に適した新設計を指す（同条第4項）。

## 特許権の出願と審査
特許を付与する発明及び実用新案は、新規性、創造性および実用性を備えていることが必要である（第22条第1項）。また特許権を付与する意匠は、既存の設計に属さないものであり、いかなる組織または個人にも同じ意匠について出願日以前に国務院特許行政部門に出願を行っておらず、かつ出願日以降に公開された特許文書に記載されていないものでなければならない（第23条第1項）。さらに特許権を付与する意匠は、現有の意匠あるいは現有意匠の特徴の組み合わせと比べ顕著な区別をもつ必要がある（同条第2項）。本法第四章では、特許出願の審査と認可の手続きを定める。まず、国務院特許行政部門は発明特許出願を受け取った後、初歩的な審査により本法の要求に合致すると認めた場合、出願日から18ヶ月後に直ちに公開する（第34条）。発明特許出願の日より3年以内に国務院特許行政部門は出願者が随時に提出する請求に基づいて実質審査ができるとされる（第35条）。知的財産権局が、実体審査の結果、発明特許出願が出願人の意見陳述または補正を経た後も、依然として本法の規定に合致しないと認めた場合は、これを拒絶することになる（第38条）。発明特許出願が実質審査を行っても拒絶理由が見つからない場合、発明特許権付与の決定がなされ、発明特許証交付と登録および公告がされる（第39条第1文）。発明特許権は公告の日から効力を生ずる（第39条第2文）。実用新案特許と意匠特許は、初歩的な審査を経て拒絶理由が見つからないときは、国務院特許行政部門によって実用新案権あるいは意匠権の決定がなされ、相応の特許証書が発給され、同時に登記され公告される（第40条第1文）。実用新案権と意匠権は公告の日から効力を生じる（第40条第2文）。

## 権利の期間
発明創造に関しては、先願主義と審査主義をとっており、上述3つの権利はいずれも、国家知識財産権局が出願を審査し、権利を付与する。権利者は、その発明創造に対して専用権を有する。権利の存続期間は、出願の時から起算して、発明特許は20年、実用新案特許及び意匠は10年である（第42条）。

## 特許権の保護
発明、実用新案および意匠が特許をうけたあとは、いかなる単位または個人も特許権者の許諾を得ずに当該特許を実施することができない（第11条）。すなわち、発明および実用新案の場合、特許権者の許諾を得ずに、生産および営業を目的として、その特許製品の製造、使用、販売申出、販売、輸入、その特許方法の使用、当該特許方法により直接得られた製品の使用、販売申出、販売、輸入は認められない（同条第1項）。また意匠の場合、特許権者の許諾を得ずに、生産および営業を目的として、その意匠特許製品を製造、販売申出、販売、輸入してはならない（同条第2項）。